# William Plomer
William Charles Franklyn Plomer, né le 10 décembre 1903 à Pietersburg en Afrique du Sud et mort le 21 septembre 1973 à Lewes dans le Sussex de l'Est (Angleterre), est un écrivain sud-africain, poète, romancier, librettiste et éditeur. Il prononçait son patronyme Ploomer.

## Biographie
Après avoir accompli l'essentiel de ses études au Royaume-Uni, William Plomer acquit la célébrité en Afrique du Sud dès son premier roman, Turbott Wolfe, publié en 1925 par la Hogarth Press. Le livre avait pour thème central le mariage interracial.
Avec deux autres auteurs sud-africains tout aussi rebelles que lui, Roy Campbell et Laurens van der Post, il fonda l'éphémère revue littéraire Voorslag (« Coup de fouet »), qui prônait l'égalité raciale en Afrique du Sud.
Plomer séjourna quelque temps au Japon à la fin des années 1920 et s'y lia d'amitié avec l'écrivain Sherard Vines (1890-1974). Selon certains  biographes, il eut une liaison avec un Japonais, mais Plomer n'a jamais revendiqué une éventuelle homosexualité.
Après son retour en Angleterre, ses amis et éditeurs Leonard et Virginia Woolf l'introduisirent dans les milieux littéraires de Londres, à commencer par le Bloomsbury Group. Plomer y rencontra entre autres E. M. Forster, à qui il présenta Christopher Isherwood. Il devint un personnage important du monde de l'édition britannique, en particulier dans la maison Faber and Faber. Dans les années 1950 et 1960, il publia également plusieurs romans de la série des James Bond de Ian Fleming.
William Plomer écrivit pour Benjamin Britten le livret de l'opéra Gloriana, qui évoque l'histoire de la reine Élisabeth Ire d'Angleterre et de son dernier favori, Robert Devereux, le 2e comte d'Essex ; Plomer s'inspira du livre de Lytton Strachey, Elizabeth and Essex. L'œuvre avait été commandée à Britten pour le couronnement de la reine Élisabeth II en 1953. Plomer écrivit ensuite le livret des trois Paraboles d'Église de Britten :  Curlew River (1964), The Burning Fiery Furnace (1966) et The Prodigal Son (1968).

## Œuvres
- 1925. Turbott Wolfe (roman)
- 1927. Notes for Poems (poésie)
- 1927. I Speak of Africa (nouvelles)
- 1929. The Family Tree (poésie)
- 1929. Paper Houses (nouvelles)
- 1931. Sado (roman)
- 1932. The Case is Altered (roman)
- 1932. The Fivefold Screen (poésie)
- 1933. The Child of Queen Victoria (nouvelles)
- 1933. Cecil Rhodes (biographie)
- 1934. The Invaders (roman)
- 1936. Visiting the Caves (poésie)
- 1936. Ali the Lion (biographie, rééd. en 1970 sous le titre The Diamond of Janina)
- 1938. Selections from the Diary of the Rev. Francis Kilvert (1870-1879)
- 1940. Selected Poems
- 1942. In a Bombed House, 1941: Elegy in Memory of Anthony Butts (poésie)
- 1943. Double Lives (mémoires)
- 1945. The Dorking Thigh and Other Satires (poésie)
- 1949. Four Countries (nouvelles)
- 1952. Museum Pieces (roman)
- 1955. A Shot in the Park (poésie)
- 1958. At Home (mémoires)
- 1960. Collected Poems (poésie)
- 1960. A Choice of Ballads (poésie)
- 1966. Taste and Remember (poésie)
- 1975. The Autobiography of William Plomer (rééd. de Double Lives et de At Home)
- 1978. Electric Delights (éd. par Rupert Hart-Davis)

## Sources
- (en) Cet article est partiellement ou en totalité issu de l’article de Wikipédia en anglais intitulé « William Plomer » (voir la liste des auteurs).